# نیم‌دایره
در ریاضیات (و به‌ویژه در هندسه)، نیم‌دایره (انگلیسی: Semicircle) مکان یک‌بعدی از نقاط است که نیمی از دایره را تشکیل می‌دهد. نیم‌دایره یک کمان دایره‌ای است که ۱۸۰ درجه (معادل {\displaystyle \pi } رادیان، یا یک نیم‌دور) است و فقط یک خط تقارن (تقارن بازتابی) دارد.
در کاربرد غیر فنی، اصطلاح «نیم‌دایره» گاهی برای اشاره به یک منحنی بسته استفاده می‌شود که همچنین شامل بخش قطری از یک سر کمان به انتهای دیگر یا تا نیم‌قرصی می‌شود که یک منطقه هندسی دو بعدی است که بیشتر شامل تمام نقاط داخلی است.